# Artforum
Artforum est magazine mensuel américain spécialisé dans l'art contemporain.
Fondé en 1962 à San Francisco, le magazine s'installa à Los Angeles en 1965 avant de s'installer à New York en 1967, où il a toujours son siège aujourd'hui.
John Coplans fut son rédacteur en chef de 1972 à 1976.
Parmi ses contributeurs les plus célèbres on peut citer Dennis Cooper, Yve-Alain Bois, Arthur Danto, Manny Farber, Michael Fried, Rosalind Krauss, Greil Marcus, Robert Morris, Simon Reynolds, Robert Smithson, Edmund White, Clement Greenberg, Bill Berkson ou bien encore Donald Judd.